# Marko Banić
Marko Banić (Zara, 31 agosto 1984) è un ex cestista croato.

## Carriera
Alto 205 cm, ha giocato come ala nel CB Bilbao Berri dal 2005 al 2012.
Con la Croazia ha disputato i Giochi olimpici di Pechino 2008, i Campionati mondiali del 2010 e due edizioni dei Campionati europei (2007, 2009).

## Statistiche

### Eurolega
| Anno      | Squadra      | PG | PT | MP   | TC%  | 3P%  | TL%  | RP  | AP  | PRP | SP  | PP   |
| --------- | ------------ | -- | -- | ---- | ---- | ---- | ---- | --- | --- | --- | --- | ---- |
| 2011-2012 | Bilbao Berri | 20 | 12 | 25,2 | 62,5 | 20,0 | 79,4 | 4,0 | 0,6 | 0,4 | 0,0 | 13,2 |
| 2014-2015 | Alba Berlino | 23 | 8  | 19,5 | 63,8 | -    | 87,8 | 2,9 | 0,9 | 0,4 | 0,3 | 8,8  |
| 2016-2017 | UNICS Kazan' | 24 | 4  | 13,4 | 61,4 | -    | 81,8 | 1,7 | 0,3 | 0,2 | 0,2 | 4,6  |
| Carriera  | Carriera     | 67 | 24 | 19,0 | 62,7 | 20,0 | 82,5 | 2,8 | 0,6 | 0,3 | 0,2 | 8,6  |

## Palmarès

### Squadra
- Campionato croato: 1

Zadar: 2004-05
- Lega Adriatica: 1

Zadar: 2002-03
- Coppa di Croazia: 3

Zadar: 2003, 2005
Cedevita: 2019
- Supercoppa tedesca: 1

Alba Berlino: 2014

### Individuale
- MVP ULEB Eurocup: 1

Bilbao: 2009-10
- All-ULEB Eurocup First Team: 2

Bilbao: 2008-09, 2009-10